# Борейко, Емельян Иванович
Емелья́н Ива́нович Боре́йко (1916—1965) — председатель колхоза, депутат Верховного Совета РСФСР двух созывов.

## Биография
Емельян Борейко родился 19 августа 1916 года в деревне Девино (ныне — Руднянский район Смоленской области). В 1937 году он окончил Дорогобужский зоотехникум, после чего работал по специальности. Участвовал в боях Великой Отечественной войны, два раза был ранен.
В послевоенное время Борейко продолжил работу в сельском хозяйстве. С июля 1952 года и до самой смерти руководил колхозом «Советская Россия» в Руднянском районе, ставшим при нём одним из успешнейших хозяйств в регионе. Активно занимался общественной деятельностью, избирался депутатом Верховного Совета РСФСР 4-го и 5-го созывов, депутатом Смоленского облсовета.
Скоропостижно скончался 24 июля 1965 года, похоронен на городском кладбище города Рудня Смоленской области.
Был награждён орденами Отечественной войны 1-й степени и Трудового Красного Знамени, рядом медалей, а также Почётной грамотой Президиума Верховного Совета РСФСР.